# Terry Stephens
Hon. Terence „Terry“ John Stephens (* 11. Juni 1959 in Whyalla, South Australia) ist ein australischer Politiker der Liberal Party of Australia, der unter anderem seit 2002 Mitglied des South Australian Legislative Council ist. Er war 2020 Präsident des Legislativrates und bekleidet dieses Amt erneut seit 2022.

## Leben
Terence „Terry“ John Stephens war als Wirtschaftsmanager tätig und begann seine politische Laufbahn in der Kommunalpolitik als Mitglied des Stadtrates seiner Geburtsstadt Whyalla. In Whyalla engagierte er sich als Mitglied der Industrie- und Handelskammer, als Mitglied auf Lebenszeit des South Whyalla Football Club sowie des Whyalla Football League und war zudem Vorsitzender der Westlands Traders Association. 
Am 9. Februar 2002 wurde er für die Liberal Party erstmals zum Mitglied des South Australian Legislative Council gewählt, des Oberhauses des Parlaments von South Australia, und gehörte diesem seither an. Seit Beginn seiner Parlamentszugehörigkeit ist er in verschiedenen Ausschüssen des Legislativrates tätig und unter anderem seit dem 7. Mai 2002 Mitglied des Ausschusses für Druckereiwesen und war daneben mehrfach Mitglied des Prüfungsausschusses für gesetzliche Behörden. Während der von März 2002 bis März 2018 dauernden Oppositionszeit der Liberalen Partei war er zunächst zwischen April 2006 und September 2009 parlamentarischer Assistent der damaligen Parteivorsitzenden Iain Evans und Martin Hamilton-Smith. Er ist zugleich seit dem 24. April 2007 Mitglied des Ständigen Parlamentsausschusses für die Ländereien der Aborigines und zeitgleich auch Mitglied des Parlamentarischer Ausschuss für Arbeitssicherheit, Rehabilitation und Entschädigung sowie des Weiteren seit dem 29. April 2009 auch Mitglied des Ausschusses für bestimmte Angelegenheiten im Zusammenhang mit Pferderennen in Südaustralien.
Im Schattenkabinett (Shadow Cabinet) der vom 8. Juli 2009 bis zum 31. Januar 2013 amtierenden Vorsitzenden der South Australian Liberal Party Isobel Redmond war er zunächst zwischen dem 20. Juli 2009 und dem 8. Dezember 2011 „Schattenminister für Tourismus“ und „Schattenminister für Sport, Freizeit und Rennsport“. Später übernahm er in deren Schattenkabinett vom 7. April 2010 bis zum 8. Dezember 2011 zusätzlich noch die Funktionen als „Schattenminister für Glücksspiel“, „Schattenminister für den Strafvollzug“ und als „Schattenminister für Angelegenheiten der Aborigines“. Im Schattenkabinett von Steven Marshall, der vom 4. Februar 2013 bis zum 19. April 2022 Vorsitzender der Liberalen Partei war, war er als „Shadow Parliamentary Secretary“ zwischen dem 2. April 2014 und dem 17. März 2018 zuständig für die Bereiche Freizeit und Sport, für Rennsport sowie vom 2. April 2014 bis zum 24. Januar 2017 auch für Angelegenheiten der Aborigines und Versöhnung. Er ist außerdem seit dem 4. Juni 2014 Mitglied des Ausschusses für Wahlangelegenheiten, seit dem 29. Juli 2015 Mitglied des Ausschusses für den Zwangserwerb von Grundstücken für den Ausbau des Nord-Süd-Korridors in Adelaide, seit dem 16. November 2016 Mitglied des Ausschusses für einen landesweiten Stromausfall und nachfolgende Stromausfälle sowie ferner seit dem 30. November 2016 Mitglied des Ausschusses für die Verwaltung der Gefängnisse Südaustraliens. Im letzten Oppositionsjahr war er im Schattenkabinett von Oppositionsführer Stephen Marshall vom 25. Januar 2017 bis zum 17. April 2018 zudem noch als „Shadow Parliamentary Secretary“ zuständig für die Bereiche Veteranenangelegenheiten und weiterhin für Angelegenheiten der Aborigines.
Nach dem Wahlsieg der Liberal Party unter Stephen Marshall bei den Wahlen am 17. März 2018 übernahm Terry Stephens zwischen dem 22. März 2018 und dem 5. Februar 2020 die Funktion als Government Whip und fungierte damit als Parlamentarischer Geschäftsführer der Regierungsfraktion im Legislative Council. Er fungierte zugleich vom 3. Mai 2018 bis zum 18. Februar 2020 als Mitglied des Ausschusses zur Gesetzgebungsprüfung, des Ausschusses für natürliche Ressourcen sowie des Ausschusses für Haushalt und Finanzen. Im Wechsel mit dem jeweiligen Sprecher des South Australian House of Assembly, des Unterhauses des Parlaments, war er zwischen dem 3. Mai 2018 und dem 8. September 2020 Mitglied des Gemeinsamen Ausschusses für parlamentarische Dienste und bekleidet diese Funktion erneut seit dem 3. Mai 2022. Als Nachfolger seines Parteifreundes Andrew McLachlan wurde er am 5. Februar 2020 erstmals Präsident des Legislativrates und bekleidete dieses Amt bis zum 8. September 2020, woraufhin der Parteilose John Dawkins ihn ablöste. Er ist ferner seit dem 5. Februar 2020 Mitglied des Ausschusses für parlamentarische Renten und war zwischen dem 21. Februar und dem 7. April 2020 sowie vom 10. Februar 2020 bis zum 4. Mai 2022 erneut Mitglied des Prüfungsausschusses für gesetzliche Behörden. Darüber hinaus war er zwischen dem 10. September 2020 und dem 2. Mai 2022 Mitglied des Ausschusses für Umwelt, Ressourcen und Entwicklung.
Trotz der Wahlniederlage der Wahlniederlage der Liberalen Partei bei den Wahlen am 19. März 2022 wurde Terry Stephen am 3. Mai 2022 als Nachfolger von John Dawkins erneut zum Präsidenten des Legislative Council gewählt und bekleidet dieses Amt als Präsident des Oberhauses seither.
Aus seiner Ehe mit Donna Stephens gingen die beiden Kinder Courtney und Riley hervor.

## Weblink
- Hon Terry Stephens. In: Parlament von South Australia. Abgerufen am 27. März 2024 (englisch).